# Homebrew (Neneh Cherry)
Homebrew è il secondo album in studio della cantante svedese Neneh Cherry, pubblicato nel 1992.
La foto di copertina è di Jean-Baptiste Mondino.

## Tracce
1. Soul Sassy (feat. Guru) – 2:33
2. Money Love (feat. J$) – 3:39
3. Move with Me – 5:18
4. I Ain't Gone Under Yet – 4:03
5. Twisted – 4:37
6. Buddy X (Inspired By...!?!) – 2:49
7. Somedays – 3:35
8. Trout (feat. Michael Stipe) – 5:03
9. Peace in Mind – 5:34
10. Red Paint – 5:28